# Adiantum petiolatum
Adiantum petiolatum är en kantbräkenväxtart som beskrevs av Nicaise Augustin Desvaux. Adiantum petiolatum ingår i släktet Adiantum och familjen Pteridaceae. Inga underarter finns listade.